# Semiothisa imitatrix
Semiothisa imitatrix là một loài bướm đêm trong họ Geometridae.